# Élections communales et provinciales belges de 2000
Les élections communales et provinciales belges de 2000 se sont déroulées le dimanche 8 octobre 2000 en Belgique.

## Élections provinciales
| Province            | Électeurs | sièges | CVP       | VLD        | SP         | AGALEV | Vl.Blok | Volksunie-ID | Autres |
| ------------------- | --------- | ------ | --------- | ---------- | ---------- | ------ | ------- | ------------ | ------ |
| Anvers              | 1.225.372 | 84     | 21        | 20         | 12         | 9      | 20      | 2            |        |
| Brabant flamand     | 762.031   | 84     | 22        | 21         | 12         | 8      | 10      | 5            | 6 (UF) |
| Flandre-Occidentale | 880.729   | 84     | 33        | 20         | 18         | 4      | 5       | 4            |        |
| Flandre-Orientale   | 1.058.853 | 84     | 25        | 27         | 13         | 5      | 12      | 2            |        |
| Limbourg            | 570.367   | 75     | 27        | 18         | 21         | 0      | 7       | 2            |        |
|                     |           |        | PS        | PRL-MCC    | PSC        | Ecolo  | FN      | Vivant       | Autres |
| Brabant wallon      | 244.718   | 56     | 13        | 23         | 8          | 11     | 0       | 1            |        |
| Hainaut             | 865.866   | 84     | 39        | 19         | 13         | 12     | 1       | 0            |        |
| Liège               | 700.788   | 84     | 33 1 (SP) | 20 2 (PFF) | 13 3 (CSP) | 12     | 0       | 0            |        |
| Luxembourg          | 178.108   | 47     | 11        | 18         | 16         | 2      | 0       | .            |        |
| Namur               | 325.817   | 56     | 19        | 17         | 13         | 7      | 0       | 0            |        |

## Élections communales
Les résultats dans les communes les plus peuplées par région :

### Région flamande
| Commune       | Électeurs | sièges | CVP | VLD | SP | Vl.Blok | Volksunie-ID    | AGALEV |
| ------------- | --------- | ------ | --- | --- | -- | ------- | --------------- | ------ |
| Anvers        | 316.926   | 55     | 6   | 10  | 12 | 20      | 1               | 6      |
| Gand          | 168.441   | 51     | 10  | 11  | 14 | 11      | 1               | 4      |
| Bruges        | 91.449    | 47     | 19  | 8   | 12 | 4       | 1               | 3      |
| Louvain       | 65.680    | 43     | 11  | 8   | 15 | 2       | 1               | 6      |
| Malines       | 55.695    | 41     | 9   | 11  | 7  | 11      | cartel avec VLD | 3      |
| Alost         | 61.387    | 41     | 9   | 14  | 9  | 5       | 2               | 2      |
| Courtrai      | 57.823    | 41     | 21  | 9   | 6  | 3       | cartel avec VLD | 2      |
| Hasselt       | 53.667    | 39     | 9   | 5   | 23 | 2       | 0               | .      |
| Saint-Nicolas | 52.594    | 39     | 10  | 5   | 12 | 8       | 2               | 2      |
| Ostende       | 54.338    | 39     | 6   | 8   | 20 | 3       | 1               | 1      |
| Genk          | 39.243    | 39     | 21  | 6   | 6  | 4       | 1               | 1      |
| Roulers       | 42.524    | 37     | 16  | 8   | 5  | 3       | 2               | 3      |

### Région wallonne
| Commune     | Électeurs | Sièges | PS | PRL-MCC | PSC | Ecolo | FN      | Autres |
| ----------- | --------- | ------ | -- | ------- | --- | ----- | ------- | ------ |
| Charleroi   | 134.280   | 51     | 30 | 8       | 4   | 6     | 3       |        |
| Liège       | 126.616   | 49     | 20 | 11      | 10  | 8     | 0       |        |
| Namur       | 78.391    | 47     | 18 | 10      | 11  | 8     | 0       |        |
| Mons        | 62.316    | 45     | 30 | 7       | 4   | 4     | .       |        |
| La Louvière | 48.858    | 41     | 29 | 5       | 5   | 2     | 0       |        |
| Tournai     | 50.066    | 39     | 19 | 9       | 7   | 4     | .       |        |
| Seraing     | 40.246    | 39     | 28 | 5       | 1   | 5     | .       |        |
| Verviers    | 36.243    | 37     | 14 | 7       | 9   | 4     | 1 (FNB) | 2 (VL) |
| Mouscron    | 35.888    | 37     | 10 | 5       | 15  | 6     | 1 (FNB) |        |

### Région de Bruxelles-Capitale
| Commune              | Électeurs | Sièges | PS       | PRL-FDF    | PSC      | Ecolo | FN | Vl.Blok | Autres                       |
| -------------------- | --------- | ------ | -------- | ---------- | -------- | ----- | -- | ------- | ---------------------------- |
| Bruxelles            | 71.264    | 47     | 13       | 16 (LB)    | 4 (+CVP) | 9     | 0  | 2       | 1 (UDB) 1 (Agalev) 1 (VU-ID) |
| Schaerbeek           | 54.262    | 47     | 5        | 16         | 3        | 11    | 0  | 4       | 8 (LB)                       |
| Anderlecht           | 51.993    | 43     | 14 (+SP) | 15         | 1        | 7     | 0  | 3       | 3 (ANDERL)                   |
| Molenbeek-Saint-Jean | 37.092    | 41     | 18 (LB)  | 14         | .        | 5     | 2  | 2       |                              |
| Ixelles              | 40.052    | 41     | 7        | 19 (LB)    | 2        | 13    | 0  | 0       |                              |
| Uccle                | 46.810    | 41     | 4        | 26 2 (FDF) | 2        | 7     | 0  | 0       |                              |